# Maria Doroteia của Bồ Đào Nha
Maria Doroteia của Bồ Đào Nha (21 tháng 9 năm 1739 – 14 tháng 1 năm 1771) là Infanta của Bồ Đào Nha, con gái của José I của Bồ Đào Nha và Mariana Victoria của Tây Ban Nha.